# Івона Фіалкова
Івона Фіалкова (22 листопада 1994 , Брезно, Банська Бистриця ) — словацька біатлоністка, учасниця Олімпійських ігор 2018 року в Пхьончхані. Молодша сестра біатлоністки Пауліни Фіалкової.

## Кар'єра
Першими міжнародними змаганнями для Івони Фіалкової став чемпіонат світу серед юніорів 2011 року, де вона виступала у віковій категорії дівчат (до 19 років), хоча їй було лише 16 років. Згодом неодноразово брала участь у світових змаганнях серед юніорів, але особливого успіху там не досягла. На чемпіонаті світу з літнього біатлону серед юніорів 2013 року вона здобула дві золоті медалі: у спринті та перегонах переслідування.
У Кубку світу дебютувала в грудні 2013 року на етапі у французькому Ансі. У перших особистих перегонах посіла лише 88-ме місце. Від сезону 2016-2017 на постійній основі закріпилася у жіночій біатлонній збірній Словаччини. На чемпіонаті світу з літнього біатлону 2017, що відбувся в Чайковському, у змішаній естафеті разом з сестрою Пауліною Фіалковою, Томашем Гассілою та Матеєм Казаром здобула срібні нагороди, поступившись лише команді Росії.
Івона — учасниця Олімпійських ігор 2018 року в Пхьончхані. Найкраще місце — п'яте, здобуте в жіночій естафеті, де команда Словаччини поступилася переможницям лише 38,4 секунди. Івона бігла на останньому, четвертому етапі. Словачки були близькі до нагород, але їх підвела лідерка Анастасія Кузьміна, яка одержала штрафне коло на другому етапі.
На постолімпійському етапі Кубка світу в Гольменколлені словачка вперше потрапила до топ-10. Це сталося 15 березня 2018 року в спринті, де вона посіла 9-те місце.
На чемпіонаті світу 2020 року досить несподівано посіла 9-те місце в спринті, а потім ще вдаліше виступила в перегонах переслідування, посівши 6-те місце, лише на 35 сек позаду чемпіонки.

## Результати за кар'єру
Усі результати наведено за даними Міжнародного союзу біатлоністів.

### Олімпійські ігри
| Змагання                        | Інд. перегони | Спринт | Перегони пер. | Мас-старт | Естафета | Змішана ес. |
| Олімпійські ігри 2018 Пхьончхан | 64            | 74     | —             | —         | 5        | —           |

### Чемпіонати світу
| Змагання                  | Інд. перегони | Спринт | Перегони пер. | Мас-старт | Естафета | Змішана ес. | Од. змішана ес. |
| ------------------------- | ------------- | ------ | ------------- | --------- | -------- | ----------- | --------------- |
| Осло 2016                 | 78            | 43     | 53            | —         | 14       | —           | Не пров.        |
| Гохфільцен 2017           | 66            | —      | —             | —         | 8        | —           | Не пров.        |
| Естерсунд 2019            | 70            | 33     | 37            | —         | 6        | 12          | —               |
| Антгольц-Антерсельва 2020 | 40            | 9      | 6             | 25        | 17       | —           | —               |
| Поклюка 2021              | 79            | 65     | —             | —         | 21       | 18          | —               |

### Кубки світу
- Найвище місце в загальному заліку: 44-те 2020 року.
- Найвище місце в окремих перегонах: 6-те.

#### Підсумкові місця в Кубку світу за роками
| Сезон     | Заг. залік | Інд. перегони | Спринт | Перегони пер. | Мас-старт |
| 2016-2017 | 66         |               | 56     | 66            |           |
| 2017-2018 | 60         |               | 44     |               | 51        |
| 2018-2019 | 69         | 53            | 64     | 72            |           |
| 2019-2020 | 44         | 66            | 36     | 38            | 43        |
| 2020-2021 | 61         |               | 67     | 49            |           |